# 下奧里亞霍維察
下奧里亞霍維察是保加利亞的城鎮，位於該國北部，距離首都索菲亞239公里，由大特爾諾沃州負責管轄，面積35.55平方公里，海拔高度84米，2012年人口2,515。